# Bill Capizzi
Bill Capizzi (Somerville, 21 de março de 1937 — 26 de março de 2007), também conhecido como Bill Capeze, Bill Kapezi, A. Gregory e Chesley Uxbridge, foi um ator e dublador norte-americano.

## Vida e carreira
Nascido em Somerville, Massachusetts, Capizzi cresceu em sua cidade natal e também em North Hollywood, Califórnia. Ele apareceu em alguns filmes live action e programas de televisão, desempenhando geralmente pequenos papéis. Também um artista de voz talentoso, participou de vários projetos de animação, entre os quais Digimon Adventure, Robotech e Gatchaman. Capizzi morreu em 26 de março de 2007, aos 70 anos.

## Filmografia parcial

### Cinema
| Ano  | Título                             | Papel                       | Notas                              | Ref.        |
| ---- | ---------------------------------- | --------------------------- | ---------------------------------- | ----------- |
| 1950 | Gone to Earth                      |                             | Figurante                          | [ 7 ]       |
| 1976 | La Flûte à six schtroumpfs         | Papai Smurf                 | Versão em inglês (1983); voz       | [ 7 ] [ 5 ] |
| 1978 | American Hot Wax                   | Cantor em frente ao teatro  | Como Chesley Uxbridge              | [ 7 ] [ 8 ] |
| 1978 | Chirin no Suzu                     | Lobo Woe                    | Versão em inglês; voz              | [ 9 ]       |
| 1982 | They Call Me Bruce?                | Lil Pete                    |                                    | [ 10 ]      |
| 1983 | What's Up, Hideous Sun Demon       | George                      |                                    | [ 1 ]       |
| 1984 | Bâsu                               | Corsário                    | OVA; versão em inglês; voz         | [ 7 ]       |
| 1985 | Yousei Florence                    | Professor Lownote / Treble  | Versão em inglês; voz              | [ 11 ]      |
| 1986 | The Brave Frog                     | King / Mo                   | Voz                                | [ 2 ]       |
| 1986 | Robotech: The Movie                | Robotech Master             | Voz; como A. Gregory               | [ 12 ]      |
| 1987 | Gokiburi-tachi no tasogare         | Takashi                     | Versão em inglês; voz              | [ 13 ]      |
| 1987 | Summer School                      | Segurança                   |                                    | [ 14 ]      |
| 1988 | The Great Outdoors                 |                             | Vozes adicionais                   | [ 14 ]      |
| 1988 | Dragon Ball: Mystical Adventure    | Major Metallitron           | Versão em inglês (2000); voz       | [ 5 ]       |
| 1989 | La Chiesa                          | Sacristão Hermann           | Voz                                | [ 7 ]       |
| 1990 | Nikita                             | Interrogador / Porteiro     | Versão em inglês                   | [ 4 ]       |
| 1993 | Za Kokupitto                       |                             | Versão em inglês, vozes adicionais | [ 7 ]       |
| 1993 | Heart and Souls                    | Bilheteiro do autódromo     |                                    | [ 14 ]      |
| 1993 | We're Back! A Dinosaur's Story     |                             | Vozes adicionais                   | [ 14 ]      |
| 1994 | Don Juan DeMarco                   | Sultão                      |                                    | [ 10 ]      |
| 1995 | In the Kingdom of the Blind        | Cappy / Jogador de cartas   |                                    | [ 7 ]       |
| 1996 | Bulletproof                        | Tommy                       |                                    | [ 10 ]      |
| 1996 | Ed                                 | Farley                      |                                    | [ 15 ]      |
| 1997 | Little Cobras: Operation Dalmatian |                             |                                    | [ 2 ]       |
| 1998 | True Friends                       | Sal                         |                                    | [ 16 ]      |
| 1998 | Babe: Pig in the City              | O cão farejador             | Voz                                | [ 10 ]      |
| 1998 | Monkey Business                    | George                      |                                    | [ 15 ]      |
| 1999 | Soccer Dog: The Movie              | Vito                        |                                    | [ 6 ]       |
| 1999 | Kiss Toledo Goodbye                | Two-Ton Tony                |                                    | [ 6 ]       |
| 2000 | Mercy Streets                      | Vendedor de cachorro-quente |                                    | [ 6 ]       |
| 2001 | Made                               | Arthur                      |                                    | [ 10 ]      |
| 2002 | Fish Don't Blink                   | Fat Louie                   | Como Dante Delfini                 | [ 1 ]       |

### Televisão
| Ano     | Título                            | Papel                         | Notas                                           | Ref.          |
| ------- | --------------------------------- | ----------------------------- | ----------------------------------------------- | ------------- |
| 1977-78 | Kojak                             | Homem forense                 | 4 episódios; como Chesley Uxbridge              | [ 17 ]        |
| 1978    | Little Women                      | Porteiro                      | Minissérie; 2 episódios                         | [ 1 ]         |
| 1979    | B.J. and the Bear                 |                               | Episódio: "The Murphy Contingent"               | [ 2 ]         |
| 1979    | The Ultimate Impostor             | Tony                          | Piloto; como Billy Capizzi                      | [ 1 ] [ 18 ]  |
| 1979    | The Incredible Hulk               | Ben                           | Episódio: "My Favorite Magician"                | [ 19 ]        |
| 1981    | The Misadventures of Sheriff Lobo |                               | Episódio: "The Girls with the Stolen Bodies"    | [ 2 ]         |
| 1982    | Farrell for the People            | Christy                       | Telefilme                                       | [ 6 ]         |
| 1983    | Newhart                           |                               | Episódio: "Heaven Knows Mr. Utley"              | [ 2 ]         |
| 1983    | T. J. Hooker                      | Armando                       | Episódio: "The Shadow of Truth"                 | [ 19 ]        |
| 1984    | Hunter                            | Georgie                       | Episódio: "Legacy"                              | [ 19 ]        |
| 1985    | Codename: Robotech                | Konda                         | Telefilme; voz                                  | [ 2 ]         |
| 1985    | Crazy Like a Fox                  |                               | Telessérie                                      | [ 6 ]         |
| 1985    | Robotech                          | Robotech Masters / Konda      | Quatro temporadas; voz; como Bill Capeze        | [ 5 ] [ 20 ]  |
| 1986    | G-Force: Guardians of Space       | Galactor                      | Série derivada de Gatchaman; voz                | [ 7 ] [ 21 ]  |
| 1987    | Murder, She Wrote                 | Porteiro                      | Episódio: "Death Takes a Dive"                  | [ 21 ]        |
| 1987    | Bride of Boogedy                  | Pizzaiolo                     | Telefilme                                       | [ 18 ]        |
| 1987    | The Tracey Ullman Show            |                               | Programa de variedades                          | [ 2 ]         |
| 1988    | Simon & Simon                     | Tucker                        | Episódio: "The Merry Adventures of Robert Hood" | [ 22 ]        |
| 1989-92 | Night Court                       | Dan Lookalike / Sr. Poplinsky | 2 episódios                                     | [ 21 ]        |
| 1991    | Dead on the Money                 | Luigi                         | Telefilme                                       | [ 18 ]        |
| 1993    | Days of our Lives                 | Taxista                       | Soap opera                                      | [ 23 ]        |
| 1992    | Dinosaurs                         | Trabalhador                   | Episódio: "The Clip Show"                       | [ 13 ]        |
| 1995    | NYPD Blue                         | Fat Mike                      | Episódio: "Aging Bull"                          | [ 24 ]        |
| 1996    | Tarzan: The Epic Adventures       | Ferido                        | Episódio: "Tarzan's Return: Part 1"             | [ 4 ]         |
| 1998    | Buddy Faro                        |                               | Episódio: "Ain't That a Kick in the Head"       | [ 25 ]        |
| 1998-00 | Becker                            | Sr. Capelli                   | 2 episódios                                     | [ 21 ] [ 26 ] |
| 1999    | Lansky                            | Joe Masseria                  | Telefilme                                       | [ 6 ]         |
| 1999    | The Practice                      | Phil Handle                   | Episódio: "Loser's Keepers"                     | [ 19 ]        |
| 1999    | Digimon Adventure                 | Yukidarumon                   | Episódio 9; versão em inglês; voz               | [ 11 ]        |
| 2000    | Mushrambo                         | Soldados lagartas             | Versão em inglês; voz                           | [ 11 ]        |
| 2000    | Battery Park                      | Sal                           | 2 episódios                                     | [ 27 ]        |
| 2001    | Rokumon Tengai Mon Kore Naito     | Pinguim King Pezno            | Versão em inglês; voz                           | [ 11 ]        |

### Jogos eletrônicos
| Ano  | Título                         | Papel    | Notas            | Ref.   |
| ---- | ------------------------------ | -------- | ---------------- | ------ |
| 1993 | Might and Magic: World of Xeen | Voz      | Como Bill Kapezi | [ 28 ] |
| 1998 | Grim Fandango                  | Maximino |                  | [ 5 ]  |